# Jurydyki Lublina
Jurydyki Lublina – zespół jurydyk otaczających Lublin właściwy („miasto w murach”) funkcjonujących od XVI do XVIII – XIX w.
Były to tereny podmiejskie wyjęte spod władzy mieszczan. Część z nich należała do szlachty, część – do duchowieństwa, w tym do zakonów i parafii. W szczytowym okresie zajmowały 96% powierzchni nadanej miastu przez Władysława I Łokietka. Były szczególnie liczne w okresie świetności Lublina (do połowy XVII w.). Doprowadziły miasto do gospodarczego upadku, ale spowodowały też, że przedmieścia stały się na trwale zagospodarowane.

## Przyczyny zjawiska i znaczenie dla miasta
Pierwsze lubelskie jurydyki zaczęły powstawać w XV w, a w XVI w. nastąpił gwałtowny wzrost ich liczby. Wpływały na to czynniki ogólnopolskie, ale też lokalne. Czynnikiem ogólnopolskim był m.in. wzrost cen żywności w XVII w., dzięki któremu jurydyki rolnicze przynosiły znaczne dochody. Do czynników drugiego rodzaju należały: charakter Lublina jako ważnego ośrodka handlowego i utworzenie Trybunału Koronnego (1578).
Jurydyki były zwolnione z opłat miejskich i konkurowały gospodarczo z miastem. Ich istnienie utrudniało administrowanie miastem, na przykład remonty dróg czy pobieranie podatków. Radykalnie zmniejszyła się powierzchnia miasta. Z drugiej strony dzięki nim na terenach miejskich nadanych w 1317 rozwijała się zabudowa – grunty te nie pozostawały terenami wyłącznie rolniczymi.

## Liczba i rozmieszczenie
W połowie XV w. spod władzy mieszczan została wyjęta jurydyka szpitala św. Ducha. W 1564 jurydyki zajmowały 26 ze 100 łanów gruntów należących do Lublina. W 1570 były to 34 łany. Do połowy XVII w. jurydyki zajmowały 80% terenów należących do miasta, a w 1660 miasto nie kontrolowało aż 94% swoich gruntów.
W połowie XVII w. ponad sto jurydyk miało charakter czysto miejski. Były to małe działki, na których zbudowano dwory i pałace szlacheckie. Oprócz nich na przedmieściach istniały rzadziej zabudowane jurydyki o charakterze rolnym, rzemieślniczym i handlowym. W 1649 instrukcja dla posłów miejskich na sejm wspomina o 23 takich jurydykach.
W 1660, po najazdach i stratach wojennych, jakie nastąpiły w połowie XVII wieku, do największych jurydyk należały:
- Sierakowszczyzna, jurydyka brygidek, Podzamcze, Słomiany Rynek, Probostwo (będące jurydyką lubelskiej Fary), jurydyka jezuitów na Bursace, Wieniawa, Czechówka (po ok. 60–70 domostw)[9],
- jurydyka probostwa parafii św. Mikołaja na Czwartku, jurydyka Zebrzydowskiego na Czwartku, jurydyka Nizickiego (po ok. 20–30 domostw)[9],
- Gorajszczyzna, jurydyka karmelitów, jurydyka Kazimierskiego[11].

Do znanych, a niewymienionych powyżej jurydyk należały m.in.: jurydyka augustianów, bazylianów, Czechówka Dolna, Kalinowszczyzna, Białkowska Góra, jurydyka dominikanów obserwantów, Żmigród, Piaski. Najrozleglejsze były jurydyki na Rurach: brygidkowskie (9,5 łana), jezuickie (6,25 łana) i bonifraterskie (4 łany).

## Upadek i likwidacja
Gospodarczy upadek i likwidacja lubelskich jurydyk zaczęły się w połowie XVII w. W 1659 przyjęto konstytucję (ustawę) o zniesieniu jurydyk na gruntach miejskich. Nie była ona jednak stosowana. W 1764 uchwalono podobną konstytucję, dotyczącą jednak wyłącznie jurydyk nieposiadających przywilejów królewskich. Likwidację przyśpieszyły działania Komisji Boni Ordinis, utworzonej w 1780 i Konstytucja 3 maja.
Proces ten zakończył się w XIX w., w okresie kapitalistycznych przemian. W 1865 majątki na jurydykach pokościelnych przeszły na rzecz Skarbu Państwa. W 1866 zniesiono stosunki feudalne w miastach, a mieszkańcy byłych jurydyk stali się właścicielami nieruchomości.